# Hermann Feuerhahn
Wilhelm August Hermann Feuerhahn (* 20. Mai 1873 in Bönnien, Kreis Marienburg, Provinz Hannover; † 19. April 1941 in Berlin) war ein deutscher Bildhauer, der besonders für seine Bauplastik bekannt war.

## Leben und Schaffen
Etliche seiner Werke entstanden zusammen mit Georg Roch und werden gemeinschaftlich Feuerhahn & Roch zugeschrieben.
1905 gründete Feuerhahn zusammen mit Hugo Lederer, Georg Wrba und anderen Bildhauern die Werkstätten für Friedhofskunst. Dort entwarfen sie Grabmäler, die auf Basis von Typenbau mit einfachen Abwandlungen in den Handel gebracht wurden.

## Werke (Auswahl)

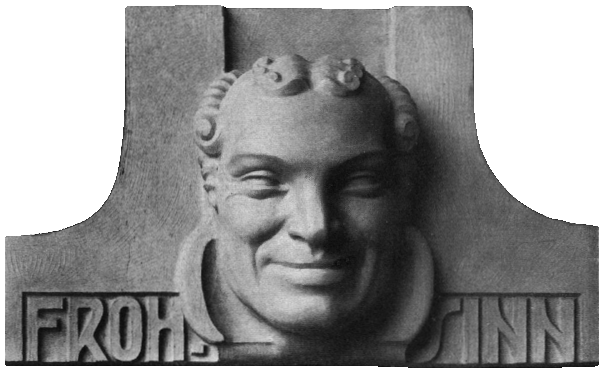
Frohsinn (aus der Serie Temperamente) am Stadttheater Bremerhaven (1910)

- 1906–1910: Bauplastik am Freiburger Stadttheater[3]
- 1909: Bildhauerarbeiten am Berliner Postscheckamt (Entwurf Alfred Lempp, Ausführung der Bauplastik mit Christoph Hasselwander)[4]
- 1909: Bauplastik am Hebbel-Theater in Berlin (Architekt: Oskar Kaufmann)[5]
- 1911–1912: Plastischer Schmuck der Fassaden und der Innenräume des Stadttheaters in Bremerhaven (zusammen mit Georg Roch; Architekt: Oskar Kaufmann)[6]
- 1912: Bauplastik am Wohn- und Geschäftshaus für die Schleswig-Holsteinische Bank in Flensburg, Holm 12[7]
- 1914/1915: Bildhauerischer Schmuck (Masken an den Brüstungen) für den Gerickesteg über die Spree in Berlin (zusammen mit Georg Roch)
- 1915–1917: Stiftertafeln für den Bismarckturm in Burg im Spreewald (zusammen mit Georg Roch)